# HMS Oxley

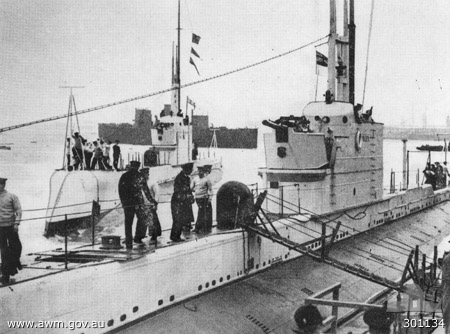
„Oxley” (na pierwszym planie) i bliźniaczy "Otway"

HMS „Oxley” – okręt podwodny typu O służący w australijskiej, a następnie brytyjskiej marynarce wojennej.
Stępkę pod budowę okrętu położono w stoczni Vickers-Armstrong Limited w Barrow-in-Furness (Anglia) w marcu 1925; wodowanie nastąpiło 29 czerwca 1926 a wcielenie do służby 1 kwietnia 1927 roku.
HMAS „Oxley” wraz z bliźniaczą jednostką HMAS „Otway” 8 lutego 1928 opuściły port i udały się na Maltę, gdzie bazowały do listopada. Następnie oba okręty odpłynęły do Australii, osiągając Sydney 14 lutego 1929. HMAS „Oxley” pełnił służbę u wybrzeży Nowej Południowej Walii. 10 maja 1930 okręt został przeniesiony do rezerwy, zaś 9 kwietnia 1931 przekazany brytyjskiej Royal Navy. 29 kwietnia wraz z HMS „Otway” (również przekazanym Brytyjczykom) rozpoczął rejs na Maltę.
Po wybuchu II wojny światowej HMS „Oxley” rozpoczął służbę patrolową u wybrzeży Norwegii. 10 września 1939 na tym samym akwenie patrol odbywał HMS „Triton”. Oba okręty pozostawały w kontakcie, tak więc gdy HMS „Triton” zaobserwował niezidentyfikowany okręt podwodny, został on wzięty za HMS „Oxley”. Sygnały rozpoznawcze nadawane do jednostki nie doczekały się odzewu, z tego powodu została ona uznana za wrogą. Wystrzelone dwie torpedy trafiły HMS „Oxley”; zatopienie przeżyło tylko dwóch członków załogi. Późniejsze dochodzenie dowiodło, że HMS „Oxley” znajdował się poza wyznaczonym obszarem patrolowania i atak HMS „Triton” był zasadny.
HMS „Oxley” był pierwszym okrętem podwodnym zatopionym podczas drugiej wojny światowej.